# Vitellozzo Vitelli
Vitellozzo Vitelli (ur. 1531 – zm. 19 listopada 1568) – włoski kardynał.

## Życiorys
Biskup Città di Castello (1554–60), Imoli (1560–61) i Carcassonne (od 1567). Kreowany kardynałem diakonem przez Pawła IV w 1557. Za pontyfikatu Piusa IV był legatem w Kampanii i Marittima oraz gubernatorem Pontecorvo. Kamerling Świętego Kościoła Rzymskiego od listopada 1564, zarządzał Rzymem podczas sediswakancji po śmierci Piusa IV w 1565. Wybrany wówczas papież Pius V mianował go prefektem Trybunału Sygnatury Łaski i inkwizytorem, objął też urząd protektora Francji wobec Stolicy Apostolskiej. Zmarł w Rzymie w wieku zaledwie 37 lat.